# Sant Vicenç de Vallmanya (ermita)
L'ermita de Sant Vicenç de Vallmanya és una petita construcció religiosa moderna del poble de Vallmanya, a la comarca del Conflent, de la Catalunya del Nord.
És al capdamunt d'una roca al nord-est de la població, a uns 730 metres de distància en línia recta.